# Thurman (Iowa)
Thurman es una ciudad ubicada en el condado de Fremont en el estado estadounidense de Iowa. En el Censo de 2010 tenía una población de 229 habitantes y una densidad poblacional de 159,02 personas por km².

## Geografía
Thurman se encuentra ubicada en las coordenadas 40°49′13″N 95°44′56″O / 40.82028, -95.74889. Según la Oficina del Censo de los Estados Unidos, Thurman tiene una superficie total de 1.44 km², de la cual 1.44 km² corresponden a tierra firme y (0%) 0 km² es agua.

## Demografía
Según el censo de 2010, había 229 personas residiendo en Thurman. La densidad de población era de 159,02 hab./km². De los 229 habitantes, Thurman estaba compuesto por el 97.38% blancos, el 0.44% eran afroamericanos, el 2.18% eran amerindios, el 0% eran asiáticos, el 0% eran isleños del Pacífico, el 0% eran de otras razas y el 0% pertenecían a dos o más razas. Del total de la población el 1.75% eran hispanos o latinos de cualquier raza.